# Alternierende Reihe
Alternierende Reihen  (lateinisch alternare ‚abwechseln‘) sind unendliche Reihen und gehören als solche in das mathematische Teilgebiet der Analysis.

## Definition
Eine alternierende Reihe (englisch alternating series) ist eine unendliche Reihe, für die die Glieder der zugehörigen Folge aus reellen Zahlen besteht, die abwechselndes Vorzeichen haben.
Es handelt sich also um eine Reihe, die in der Form
{\displaystyle \sum _{k=0}^{\infty }(-1)^{k}a_{k}}   oder   {\displaystyle \sum _{k=1}^{\infty }(-1)^{k}a_{k}}
dargestellt werden kann, wobei die {\displaystyle a_{k}\geq 0} sind. Oft wird zusätzlich gefordert, dass die Folge {\displaystyle (a_{k})_{k\in \mathbb {N} _{0}}} bzw. {\displaystyle (a_{k})_{k\in \mathbb {N} }}monoton fallend sein soll.

## Darstellung von Konstanten mittels alternierender Reihen
Viele Konstanten in der Analysis haben aussagekräftige Reihendarstellungen und gewinnen ihr Interesse nicht zuletzt aus Darstellungen mittels alternierender Reihen. Hier gibt es einige herausragende Beispiele – wie etwa:

### Zum natürlichen Logarithmus von 2
Hier tritt eines der immer wieder genannten Standardbeispiele für alternierende Reihen auf, nämlich die alternierende harmonische Reihe
{\displaystyle \sum _{k=1}^{\infty }{\frac {(-1)^{k-1}}{k}}=1-{\frac {1}{2}}+{\frac {1}{3}}-{\frac {1}{4}}+-\ldots =\ln 2},
die im Gegensatz zur (divergenten!) harmonische Reihe nach dem Leibniz-Kriterium konvergiert.

### Zur eulerschen Zahl
Ein anderes gängiges Beispiel ist die alternierende Reihe für den Kehrwert der eulerschen Zahl. Man hat nämlich:
{\displaystyle \sum _{k=0}^{\infty }{\frac {(-1)^{k}}{k!}}=1-{\frac {1}{1!}}+{\frac {1}{2!}}-{\frac {1}{3!}}+{\frac {1}{4!}}+-\ldots ={\frac {1}{e}}}.

### Zur Kreiszahl
Ein weiteres Standardbeispiel ist auch die Leibnizsche Reihe, welche eine Reihenentwicklung der Kreiszahl beinhaltet:
{\displaystyle \sum _{k=0}^{\infty }{\frac {(-1)^{k}}{2k+1}}=1-{\frac {1}{3}}+{\frac {1}{5}}-{\frac {1}{7}}+{\frac {1}{9}}+-\ldots ={\frac {\pi }{4}}}.
Zur Kreiszahl gibt es eine ganze Anzahl weiterer alternierender Reihen wie etwa
{\displaystyle \sum _{k=1}^{\infty }{\frac {(-1)^{k-1}}{k^{2}}}=1-{\frac {1}{2^{2}}}+{\frac {1}{3^{2}}}-{\frac {1}{4^{2}}}+{\frac {1}{5^{2}}}+-\ldots ={\frac {{\pi }^{2}}{12}}}
und
{\displaystyle \sum _{k=1}^{\infty }{\frac {(-1)^{k+1}}{(2k-1)^{3}}}=1-{\frac {1}{3^{3}}}+{\frac {1}{5^{3}}}-{\frac {1}{7^{3}}}+{\frac {1}{9^{3}}}+-\ldots ={\frac {{\pi }^{3}}{32}}}.
und
{\displaystyle \sum _{k=1}^{\infty }{\frac {(-1)^{k-1}}{k^{4}}}=1-{\frac {1}{2^{4}}}+{\frac {1}{3^{4}}}-{\frac {1}{4^{4}}}+{\frac {1}{5^{4}}}+-\ldots ={\frac {{7\cdot \pi }^{4}}{720}}}

### Zur Wurzel von 2
Zwei Beispiele gibt es zur Wurzel der natürlichen Zahl {\displaystyle 2}, die sich aus der Binomialreihe ergeben, nämlich:
{\displaystyle \sum _{k=1}^{\infty }(-1)^{k-1}{\frac {\binom {2k}{k}}{2^{2k}(2k-1)}}={\frac {1}{2}}-{\frac {1}{2\cdot 4}}+{\frac {1\cdot 3}{2\cdot 4\cdot 6}}+-\ldots ={\sqrt {2}}-1}
und
{\displaystyle \sum _{k=0}^{\infty }(-1)^{k}{\frac {\binom {2k}{k}}{2^{2k}}}=1-{\frac {1}{2}}+{\frac {1\cdot 3}{2\cdot 4}}-{\frac {1\cdot 3\cdot 5}{2\cdot 4\cdot 6}}+-\ldots ={\frac {1}{\sqrt {2}}}}.

### Zum goldenen Schnitt
Die goldene Zahl {\displaystyle \Phi } liefert folgendes Beispiel:
{\displaystyle \sum _{k=1}^{\infty }{\frac {(-1)^{k+1}}{k^{2}{\binom {2k}{k}}}}={\frac {1}{1\cdot 2}}-{\frac {1}{4\cdot 6}}+{\frac {1}{9\cdot 20}}-{\frac {1}{16\cdot 70}}+-\ldots =2\cdot {\ln(\Phi )}^{2}}
Den engen Zusammenhang mit den Fibonacci-Zahlen {\displaystyle \left(f_{n}\right)_{n\in \mathbb {N} _{0}}=(1,1,2,3,5,8,13,21,34,55,89,144,233,\ldots )} belegt auch die Gleichung
{\displaystyle \sum _{k=1}^{\infty }{\frac {1}{f_{k}}}=3{,}3598856662\ldots ={\sqrt {5}}\cdot \sum _{n=0}^{\infty }{\frac {(-1)^{n}}{{\Phi }^{2n+1}-(-1)^{n}}}}.

### Zur Apéry-Konstante
Die Apéry-Konstante, also der Funktionswert der riemannschen Zetafunktion für das Argument {\displaystyle x=3}, liefert ebenfalls Beispiele:
{\displaystyle \sum _{k=1}^{\infty }{\frac {(-1)^{k+1}}{k^{3}{\binom {2k}{k}}}}={\frac {1}{1\cdot 2}}-{\frac {1}{8\cdot 6}}+{\frac {1}{27\cdot 20}}-{\frac {1}{64\cdot 70}}+-\ldots ={\frac {2}{5}}\cdot \zeta (3)}
Weiterhin gilt die folgende Reihendarstellung:
{\displaystyle \sum _{k=1}^{\infty }\left((-1)^{k-1}\cdot {\sum _{m=1}^{\infty }{\frac {1}{km(k+m)}}}\right)=\sum _{k,m=1}^{\infty }{\frac {(-1)^{k-1}}{km(k+m)}}={\frac {5}{8}}\cdot \zeta (3)}.

### Zur catalanschen Konstante
Die catalansche Konstante ist sogar als alternierende Reihe definiert, und zwar als die folgende :
{\displaystyle \sum _{k=0}^{\infty }{\frac {(-1)^{k}}{(2k+1)^{2}}}=1-{\frac {1}{3^{2}}}+{\frac {1}{5^{2}}}-{\frac {1}{7^{2}}}+-\ldots =G}

### Zur Cahen-Konstante
Als weiteres Beispiel ist die Cahen-Konstante
{\displaystyle c=\sum _{k=0}^{\infty }{\frac {(-1)^{k}}{s_{k}-1}}=1-{\frac {1}{2}}+{\frac {1}{6}}-{\frac {1}{42}}+{\frac {1}{1806}}-{\frac {1}{3263442}}+-\ldots =0{,}6434105462\ldots }
zu erwähnen, wobei die Folge {\displaystyle \left(s_{k}\right)_{k\in \mathbb {N} _{0}}} per Rekursion definiert ist:
{\displaystyle s_{0}=2}
{\displaystyle s_{k+1}={s_{k}}^{2}-s_{k}+1\;(k\in \mathbb {N} _{0})}.
Eng verwandt mit der Cahen'schen Konstante ist die ebenfalls durch eine alternierende Reihe gegebene Konstante
{\displaystyle c^{'}=\sum _{k=0}^{\infty }{\frac {(-1)^{k}}{s_{k}}}={\frac {1}{2}}-{\frac {1}{3}}+{\frac {1}{7}}-{\frac {1}{43}}+{\frac {1}{1807}}-{\frac {1}{3263443}}+-\ldots =2\cdot c-1=0{,}28682109258\ldots }.

### Zur Euler-Mascheroni-Konstante
Ein besonders bemerkenswertes Beispiel liefert die Euler-Mascheroni-Konstante {\displaystyle \gamma } durch eine Darstellung als alternierende Reihe unter Verwendung der Funktionswerte der riemannschen Zetafunktion:
{\displaystyle \gamma =\sum _{k=2}^{\infty }(-1)^{k}{\frac {\zeta (k)}{k}}}.
Daneben sind weitere Darstellungen bekannt, wie etwa die Formel von Vacca:
{\displaystyle \gamma =\sum _{k=2}^{\infty }{\frac {(-1)^{k}}{k}}\cdot \lfloor {\frac {\ln k}{\ln 2}}\rfloor ={\frac {1}{2}}-{\frac {1}{3}}+{\frac {1}{2}}-{\frac {2}{5}}+{\frac {1}{3}}-{\frac {2}{7}}+{\frac {3}{8}}+-\ldots \ }.

### Zu einer Primzahlkonstanten
Bildet man aus den Kehrwerten der Primzahlen {\displaystyle \left(p_{k}\right)_{k\in \mathbb {N} }=\left(2,3,5,7,11,13,17,19,23,29,\ldots \right)} die zugehörige alternierende Reihe, so erhält man:
{\displaystyle \sum _{k=1}^{\infty }{\frac {(-1)^{k}}{p_{k}}}=-{\frac {1}{2}}+{\frac {1}{3}}-{\frac {1}{5}}+{\frac {1}{7}}-+\ldots =-0{,}2696063519\ldots }.

### Zu zwei von Ramanujan behandelten Konstanten
Der indische Mathematiker Srinivasa Ramanujan fand zwei alternierende Reihen zur Darstellung zweier Konstanten im Zusammenhang mit der Gammafunktion {\displaystyle \Gamma } und der Kreiszahl {\displaystyle \pi }, nämlich
{\displaystyle \sum _{k=0}^{\infty }(-1)^{k}{\frac {{\binom {2k}{k}}^{2}}{2^{4k}}}={\frac {{\Gamma \left({\frac {1}{4}}\right)}^{2}}{\left(2\pi \right)^{\frac {3}{2}}}}}
und
{\displaystyle \sum _{k=0}^{\infty }(-1)^{k}{\frac {{\binom {2k}{k}}^{3}}{2^{6k}}}=\left({\frac {\Gamma \left({\frac {9}{8}}\right)}{\Gamma \left({\frac {5}{4}}\right)\cdot \Gamma \left({\frac {7}{8}}\right)}}\right)^{2}}.

### Zum Integral von x hoch x
Das Integral
{\displaystyle \int _{0}^{1}{x^{x}}\mathrm {d} x=\lim _{t\searrow 0}\int _{t}^{1}{x^{x}}\mathrm {d} x=0{,}7834305107\ldots }
besitzt die Darstellung
{\displaystyle \int _{0}^{1}{x^{x}}\mathrm {d} x=\sum _{k=1}^{\infty }{\frac {(-1)^{k+1}}{k^{k}}}=1-{\frac {1}{4}}+{\frac {1}{27}}-{\frac {1}{256}}+{\frac {1}{3125}}+-\ldots }.

## Darstellungen von Funktionen mittels alternierender Reihen
Wie die in der Analysis auftretenden Konstanten haben auch viele reelle Funktionen Reihendarstellungen mittels alternierender Reihen. Hierfür gibt es eine Reihe von bedeutenden Beispiele – wie etwa:

### Zur Logarithmusfunktion
Das obige Beispiel zum Logarithmus von {\displaystyle 2} lässt sich verallgemeinern. Hier ergibt sich nämlich für reelle Zahlen {\displaystyle x} mit {\displaystyle -1<x\leq 1} die Reihenentwicklung
{\displaystyle \ln(1+x)=\sum _{k=1}^{\infty }(-1)^{k-1}{\frac {x^{k}}{k}}=x-{\frac {x^{2}}{2}}+{\frac {x^{3}}{3}}-{\frac {x^{4}}{4}}+-\ldots },
aus der für nichtnegative {\displaystyle x} (offenbar) alternierende Reihen hervorgehen.

### Zur Kehrwertfunktion
Ein interessantes Beispiel liefert die für reelle {\displaystyle x} mit {\displaystyle |x|<1} gebildete geometrische Reihe
{\displaystyle \sum _{k=0}^{\infty }(-1)^{k}x^{k}=\sum _{k=0}^{\infty }(-x)^{k}=1-x+x^{2}-x^{3}+-\ldots ={\frac {1}{1+x}}}.
Diese bildet für den Fall {\displaystyle x\geq 0} eine alternierende Reihe, die jedoch zusätzlich absolut konvergent ist. Hier ist dann die Situation gegeben, dass man die Reihensumme einfach als Summe der nur aus den positiven und der nur aus den negativen Gliedern gebildeten Teilreihen ermittelt, also als Differenz zweier Reihen aus lauter positiven Gliedern.

### Zur Arkustangensfunktion
Das obige Beispiel zur Leibnizschen Reihe lässt sich verallgemeinern vermöge der (alternierenden!) Arkustangensreihe für reelle Zahlen {\displaystyle x} mit {\displaystyle -1\leq x\leq 1}. Hier gilt nämlich:
{\displaystyle \arctan x=\sum _{k=0}^{\infty }(-1)^{k}{\frac {x^{2k+1}}{2k+1}}=x-{\frac {1}{3}}x^{3}+{\frac {1}{5}}x^{5}-{\frac {1}{7}}x^{7}+\ldots }.

### Zu Sinus und Kosinus
Zu den bedeutenden alternierenden Reihen zählen ebenfalls die Taylorreihen für die reelle Sinus- und Kosinusfunktion:
{\displaystyle \sin(x)=\sum _{k=0}^{\infty }(-1)^{k}{\frac {x^{2k+1}}{(2k+1)!}}=x-{\frac {x^{3}}{3!}}+{\frac {x^{5}}{5!}}-{\frac {x^{7}}{7!}}+-\ldots \;(x\in \mathbb {R} )}
{\displaystyle \cos(x)=\sum _{k=0}^{\infty }(-1)^{k}{\frac {x^{2k}}{(2k)!}}=1-{\frac {x^{2}}{2!}}+{\frac {x^{4}}{4!}}-{\frac {x^{6}}{6!}}+-\ldots \;(x\in \mathbb {R} )}

### Zur riemannschen Zetafunktion und zur dirichletschen Etafunktion
In den Zusammenhang mit der oben genannten alternierenden harmonischen Reihe gehört als weiteres Beispiel die folgende alternierende Reihe, die eng mit der (schon erwähnten) riemannschen Zetafunktion verbunden ist und die als eines von vielen Beispielen einer Dirichletreihe gelten kann. Hier gewinnt man nämlich, wie G. M. Fichtenholz in seiner Differential- und Integralrechnung II darlegt, für reelle Zahlen {\displaystyle x\in \mathbb {R} ^{>1}} die Darstellung:
{\displaystyle \eta (x)=\sum _{k=1}^{\infty }{\frac {(-1)^{k-1}}{k^{x}}}=1-{\frac {1}{2^{x}}}+{\frac {1}{3^{x}}}-{\frac {1}{4^{x}}}+-\ldots =\left(\ 1-{\frac {1}{2^{x-1}}}\right)\cdot \zeta (x)}.
In ähnlicher Weise hat man für reelle Zahlen {\displaystyle x} mit {\displaystyle 0<x<1} die Darstellung
{\displaystyle \zeta (x)={\frac {-1}{2^{1-x}-1}}\cdot \eta (x)}
und dann sogar
{\displaystyle \zeta (x)=\lim _{n\to \infty }\left(\sum _{k=1}^{n}{\frac {1}{k^{x}}}-{\frac {n^{1-x}}{1-x}}\right)}.

### Zur dirichletschen Betafunktion
Die oben genannten catalansche Konstante {\displaystyle G} gehört ebenfalls zu einem funktionalen Beispiel. Es handelt sich um die dirichletsche Betafunktion, welche für reelle Zahlen {\displaystyle x\in \mathbb {R} ^{>0}} als alternierende Reihe
{\displaystyle \beta (x)=\sum _{k=0}^{\infty }{\frac {(-1)^{k}}{(2k+1)^{x}}}=1-{\frac {1}{3^{x}}}+{\frac {1}{5^{x}}}-{\frac {1}{7^{x}}}+{\frac {1}{9^{x}}}+-\ldots }
dargestellt werden kann.

### Zu den Bessel-Funktionen
Im Zusammenhang mit der besselschen Differentialgleichung treten die Bessel-Funktionen {\displaystyle n}-ter Ordnung 1. Gattung {\displaystyle J_{n}} auf, welche für reelle Zahlen {\displaystyle x\in \mathbb {R} } stets alternierende Reihen der Form
{\displaystyle J_{n}(x)=\sum _{k=0}^{\infty }{(-1)^{k}\cdot {\frac {\left({\frac {x}{2}}\right)^{n+2k}}{k!\cdot \Gamma (n+k+1)}}}={\frac {x^{n}}{2^{n}\cdot \Gamma (n+1)}}\cdot \left(1-{\frac {x^{2}}{2\cdot (2n+2)}}+{\frac {x^{4}}{2\cdot 4\cdot (2n+2)\cdot (2n+4)}}-+\ldots \right)}
liefern.

## Beispiel einer divergenten alternierende Reihe
Ein Beispiel für eine divergente alternierende Reihen ist
{\displaystyle \sum _{k=1}^{\infty }{\frac {(-1)^{k+1}\cdot (k+1)}{k}}=2-{\frac {3}{2}}+{\frac {4}{3}}-{\frac {5}{4}}+-\ldots },
bei dem zu beachten ist, dass die Folge {\displaystyle \left({\frac {k+1}{k}}\right)_{k=1,2,3,\dots ,\infty }} zwar monoton fallend ist, jedoch den Grenzwert {\displaystyle 1} hat.